# Захоплення Львівської обласної державної адміністрації

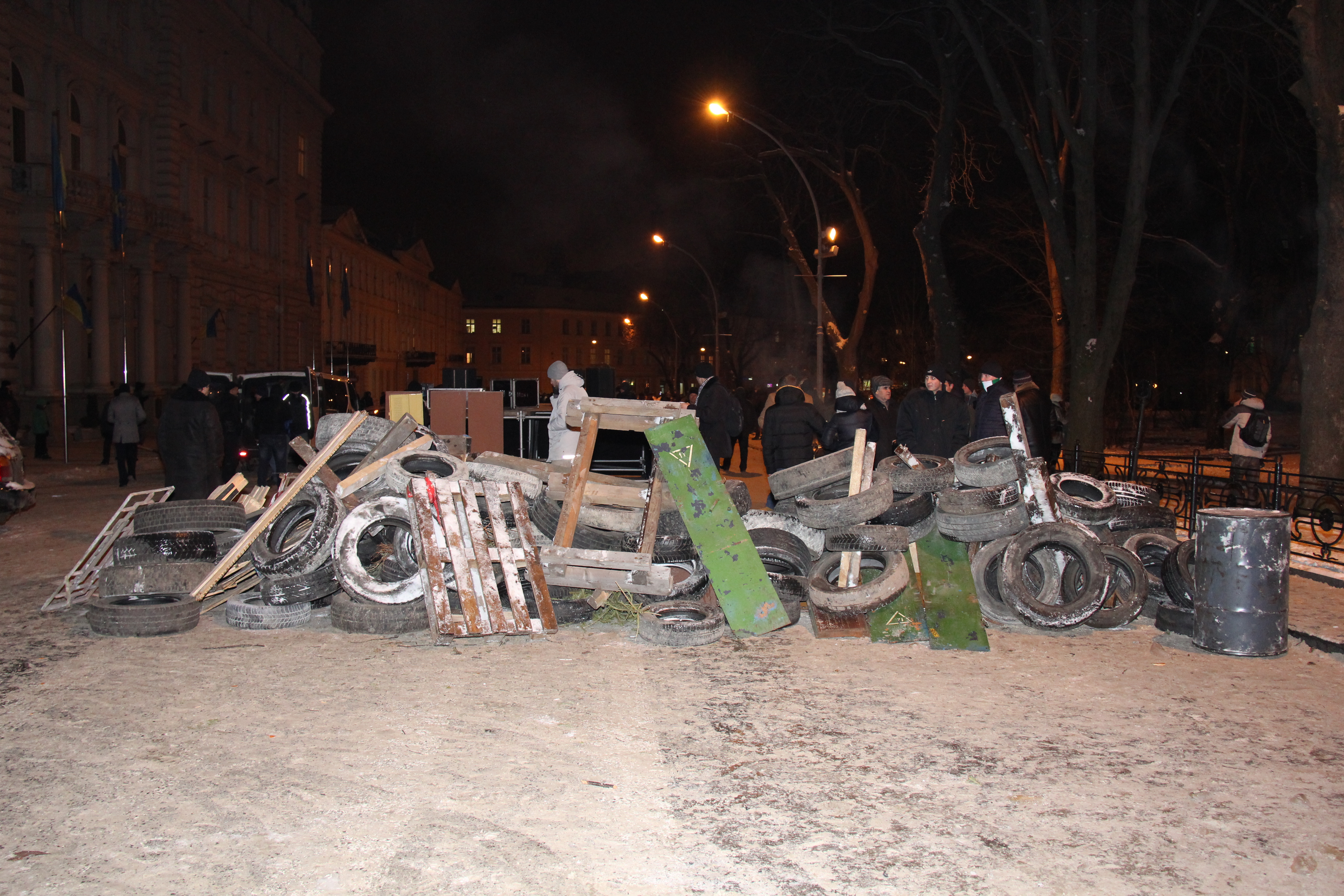
Західна барикада під ЛОДА ввечері 23 січня 2014

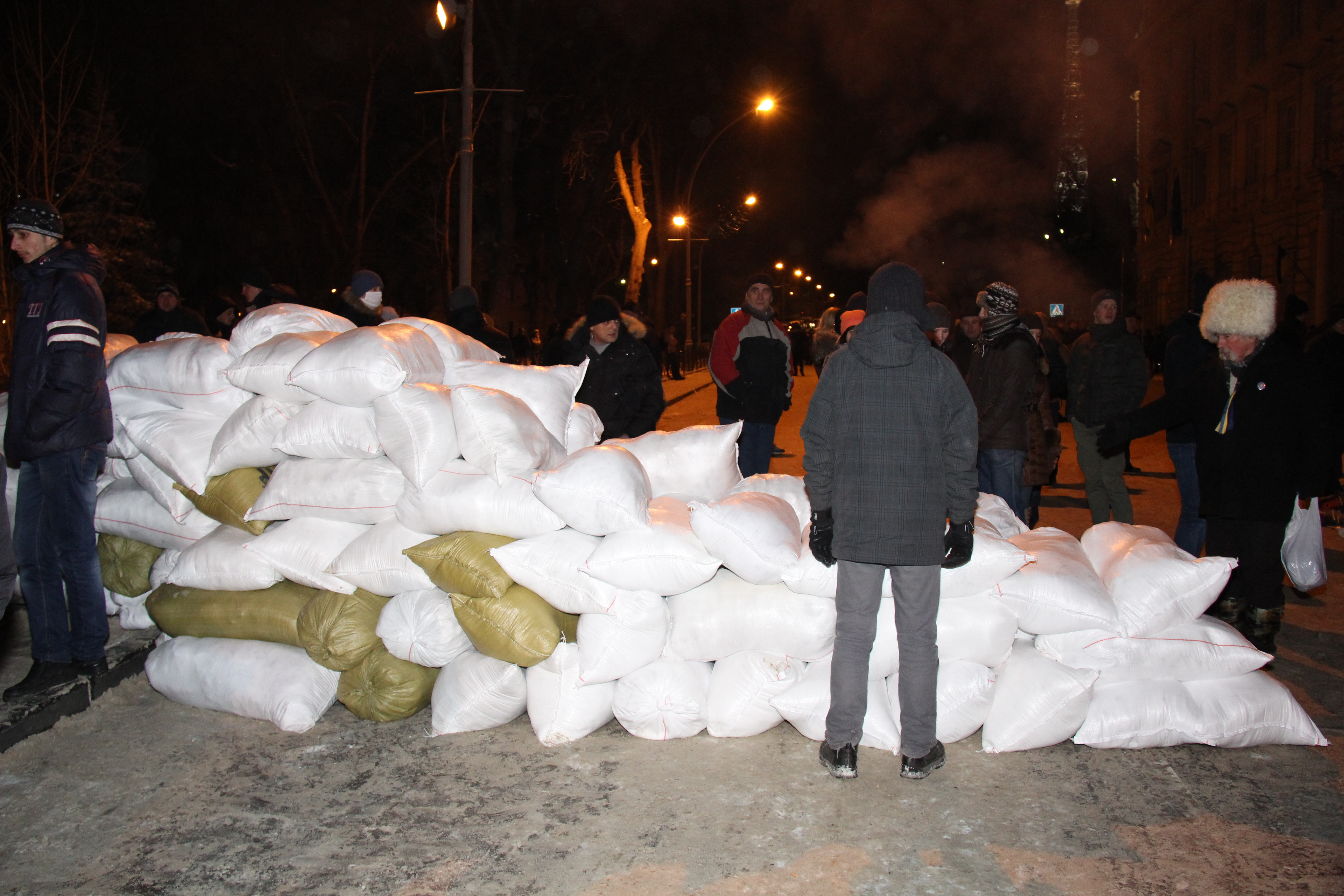
Східна барикада під ЛОДА ввечері 23 січня 2014

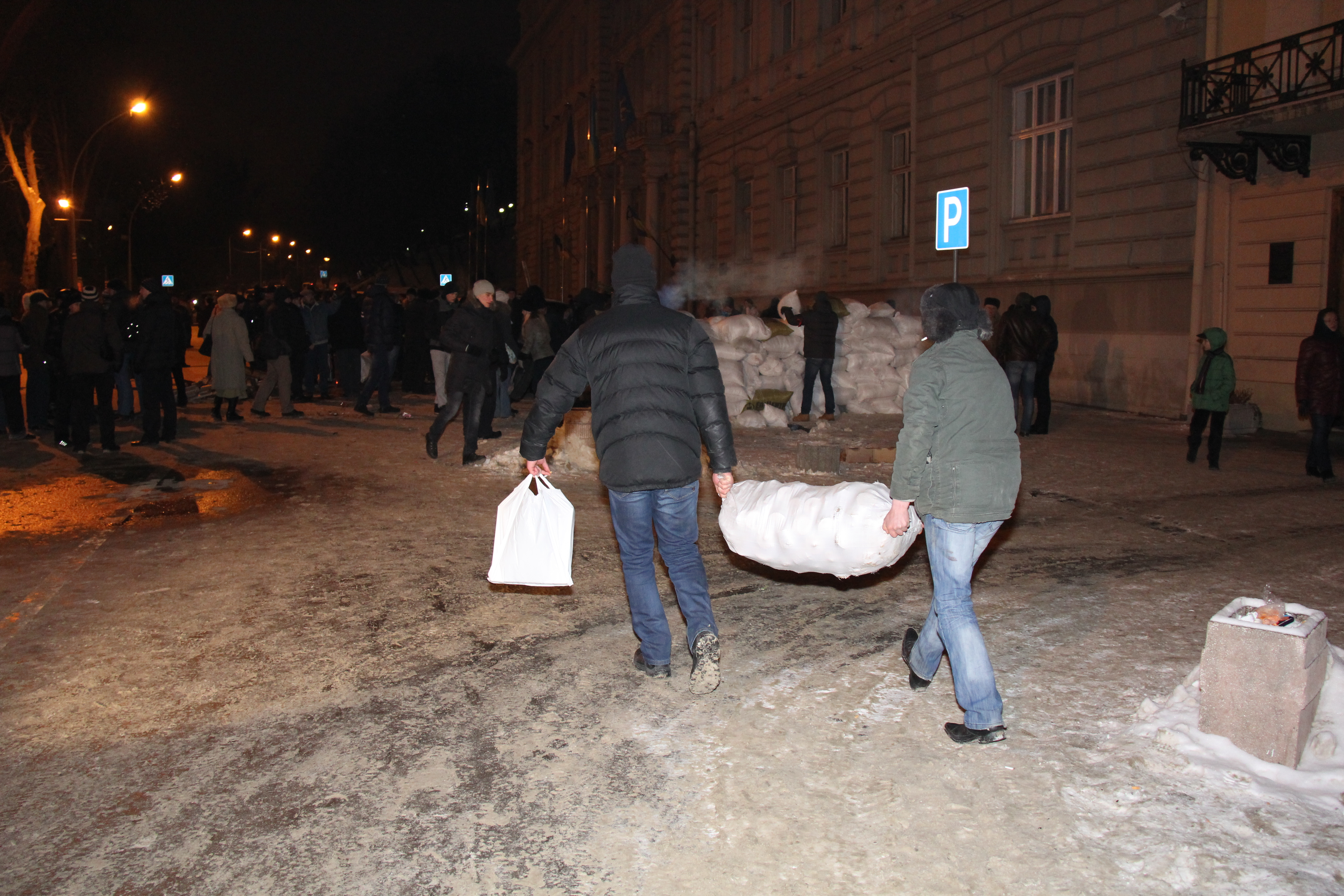
Укріплення східної барикади

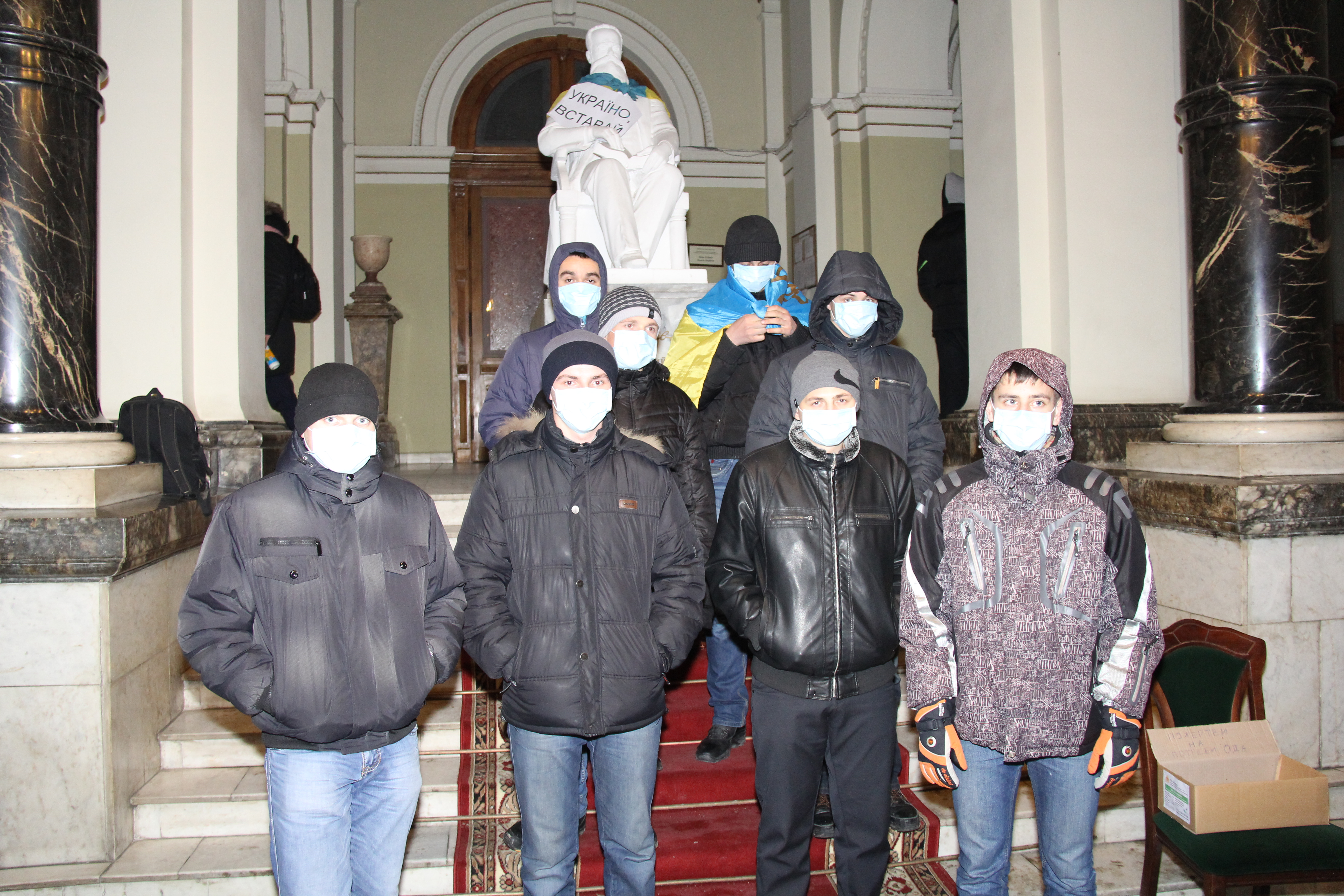
Нічна варта в будинку ЛОДА

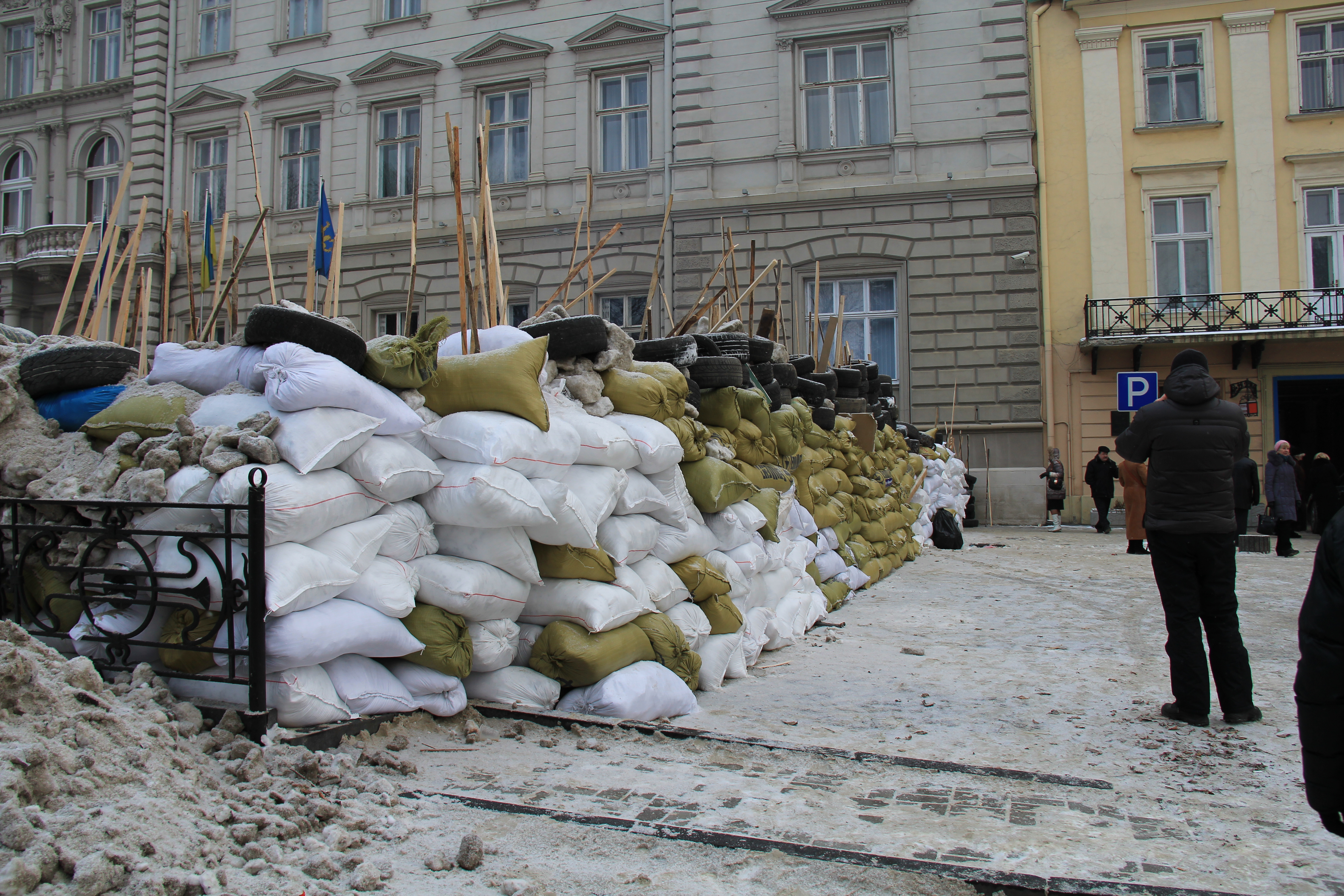
Забарикадований периметр площі перед будинком ЛОДА о 9-00 24 січня 2014

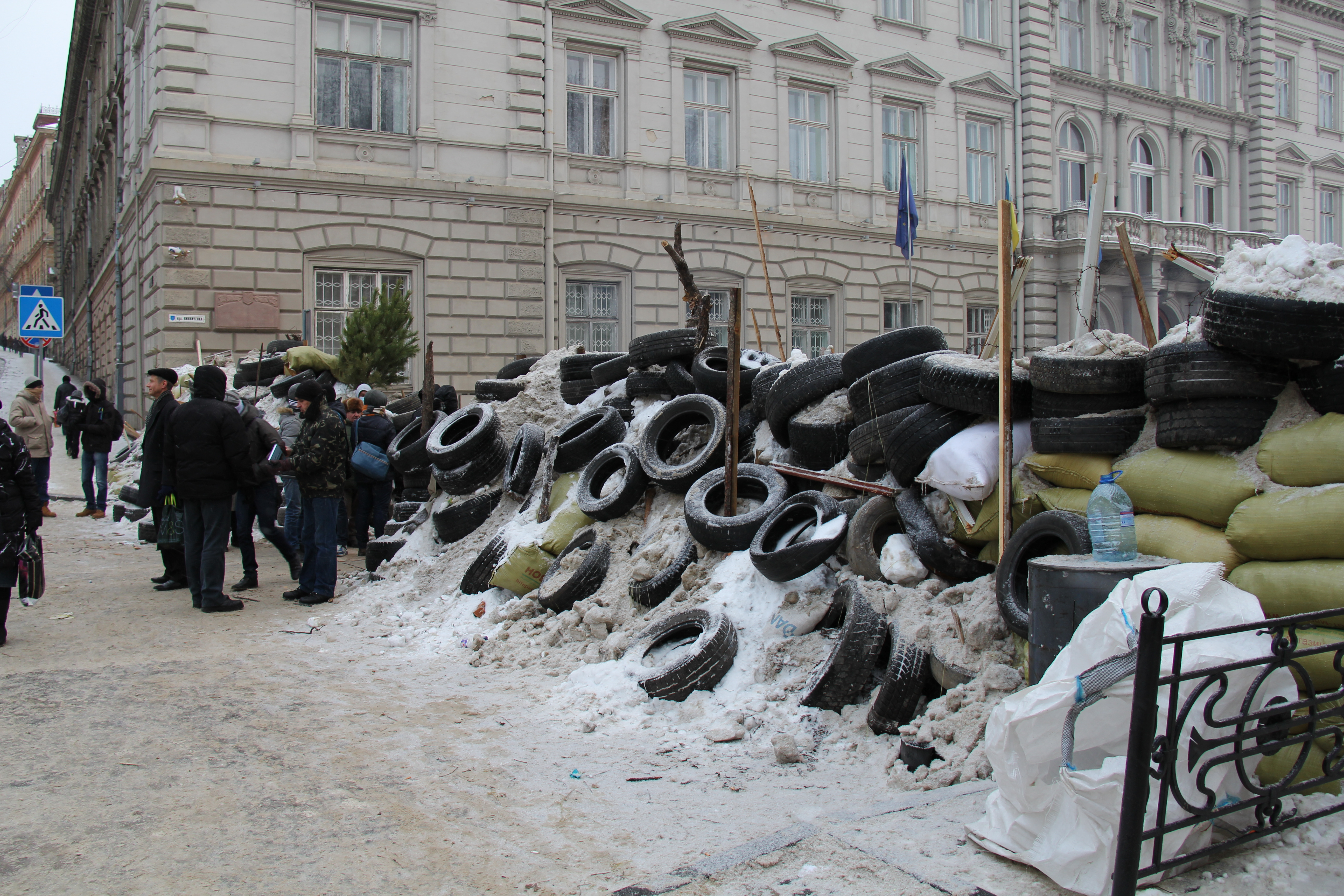
Забарикадований периметр площі перед будинком ЛОДА о 9-00 24 січня 2014

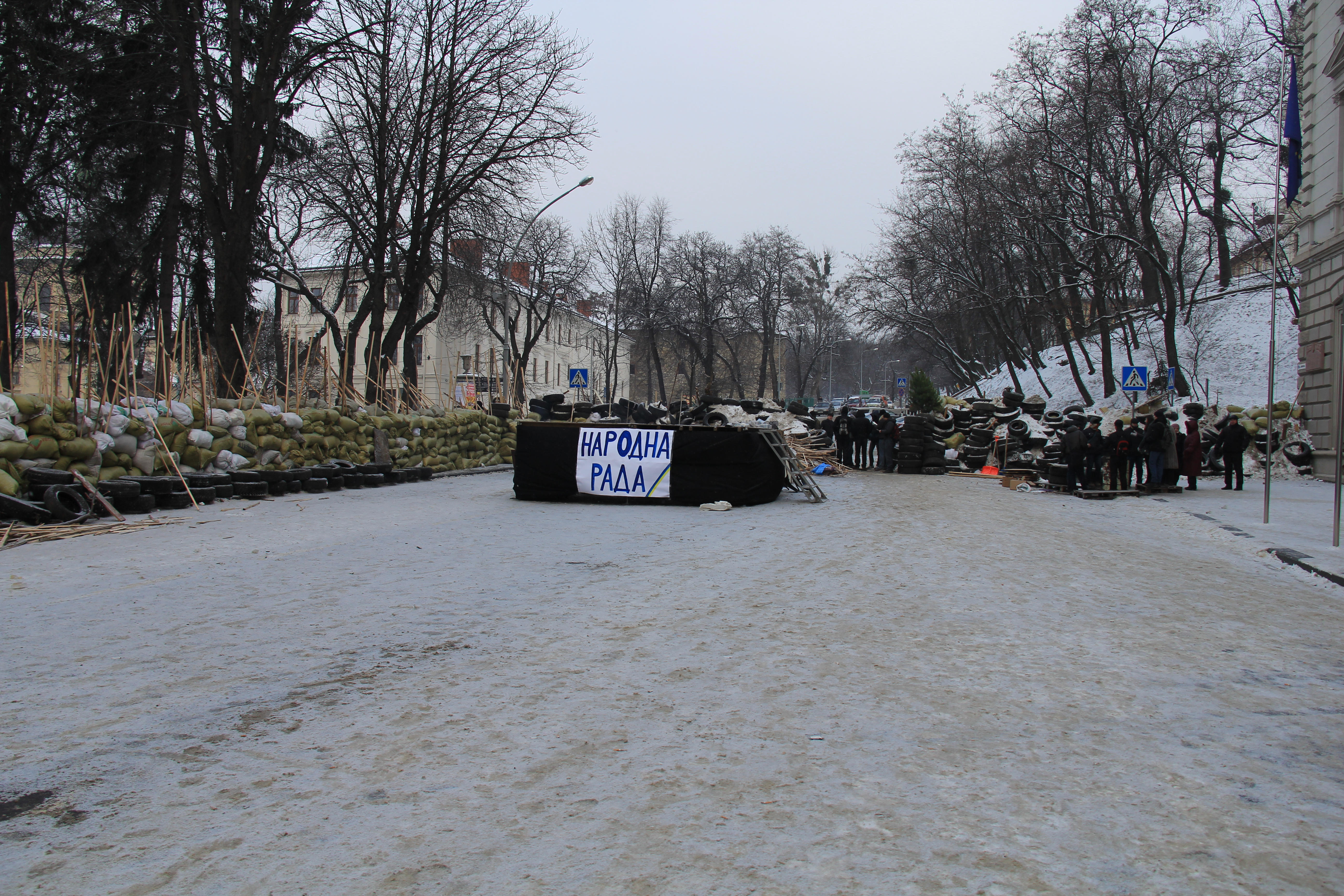
Забарикадований периметр площі перед будинком ЛОДА о 9-00 24 січня 2014

Захоплення Львівської обласної державної адміністрації — акція громадянської непокори на хвилі зростання протистояння між владою й протестувальниками у ході Революції «Євромайдан» в Україні. Приміщення будівлі ЛОДА було захоплене 2000 громадських активістів опівдні 23 січня 2014 року. Трохи пізніше громадяни змусили голову ЛОДА — Олега Сало написати заяву про відставку. Він її написав, але через кілька хвилин заявив про відкликання своєї заяви про добровільне звільнення.

## Хід подій
Близько 11-00 зі Львівського євромайдану активісти колоною рушили до приміщення Львівської обласної адміністрації у супроводі львівських політиків і профспілкових активістів. Люди кинулись до дверей будівлі, але охорона не пропустила. Втім за вказівкою депутатів облради і одного з її керівників львів’яни таки зайшли у приміщення. Вони заблокували двері до приймальної голови ОДА. Через 15 хвилин у будівлю адміністрації прибув начальник Головного управління МВС Львівської області Олександр Рудяк, який довго розмовляв з людьми і просив їх не чинити незаконні дії та не блокувати державну установу. Проте, коли він почав погрожувати людям кримінальною відповідальністю з натовпу залунали вигуки «Ганьба!» і він втік. До людей на вулицю перед браму будинку вийшов губернатор Олег Сало, якого відразу оточив натовп з вимогою написати заяву про відставку. Що він і зробив негайно.
Вже під вечір перед приміщенням ЛОДА члени ВО Свобода і активісти Львівського Євромайдану встановили дві барикади. У будівлі обласної адміністрації працює штаб Народної ради «Майдану», який має створити виконком, тобто перебрати на себе повноваження держадміністрації. Організовані загони самооборони, які залишаються на бойовому чергуванні всередині будівлі. Комендантом будинку обрано Андрія Соколова.